# Прапор Північної Кореї
Прапор Північної Кореї — державний прапор прийнятий 8 вересня 1948 року. Червона п'ятипроменева зірка на прапорі символізує революційні традиції молодої республіки і світле майбутнє корейського народу. Червона смужка прапора — символізує патріотичний дух революціонерів старшого покоління, незламний бойовий дух і непереможну силу корейського народу. Біле коло і дві білі смужки прапора символізують, що корейська нація — єдина нація, яка має довгу історію і блискучу культуру, що це мудрий, працелюбний, мужній, патріотичний, справедливий і героїчний народ, який має сталеву волю. Обидві сині смужки відображають ідеали самостійності, миру і дружби.

## Дизайн

Макет прапора

Співвідношення ширини до довжини 1:2.